# Ормандо, Альфредо
Альфредо Ормандо (итал. Alfredo Ormando, Сан-Катальдо, Сицилия 15 декабря 1958 — Ватикан, 23 января 1998[уточнить]) — итальянский писатель-гей, бросивший вызов Католической церкви и ставший символом борьбы против религиозной нетерпимости к гомосексуалам.

## Биография
Альфредо Ормандо родился 15 декабря 1958 года в городке Сан-Катальдо, Сицилия, в семье бедных неграмотных крестьян, где кроме него было ещё семеро детей. Из-за неприятия своей гомосексуальности семьей и окружающим обществом он отправляется учиться во францисканскую семинарию. Через два года, не найдя понимания, он покидает её и становится свободным писателем. Диплом о среднем образовании ему удалось получить лишь в 35 лет.
13 января 1998 года Альфредо Ормандо совершил акт самосожжения на площади Св. Петра в Риме в знак протеста против политики Римско-католической церкви относительно гомосексуальности.
 После того как два полицейских погасили огонь, он был доставлен в критическом состоянии в больницу Сант'Эудженио, где скончался 11 дней спустя.

## Реакция
Инцидент вызвал широкий общественный резонанс. Ватикан попытался «замять» эту историю, выпустив пресс-релиз, в котором было сказано, что самоубийство Альфредо вызвано не его гомосексуальностью или протестом против Католической церкви, а семейными проблемами. Однако позже информационное агентство ANSA опубликовало письма Ормандо: 
«Я хочу смерти, потому что не желаю, чтобы всю жизнь ко мне относились как к человеку второго сорта. Я надеюсь, что послание, которое я хочу передать, будет понятно. Моя смерть — это форма протеста против церкви, которая демонизирует гомосексуальность, демонизирует человеческую природу, но ведь гомосексуалы — это тоже её дети»

Для многих христиан Ормандо стал символом недостойного отношения Католической церкви к гомосексуальным христианам.
С тех пор ежегодно 13 января на площади Св. Петра проходят акции памяти Альфредо Ормандо, призывающие Католическую церковь изменить свою политику в отношении прав гомосексуалов в обществе и моральной оценки гомосексуальности. По мотивам его жизни и смерти снят документальный фильм «Огонь Альфредо» (Alfredo's fire) о конфликте между верой и гомосексуальностью и губительных последствиях религиозной нетерпимости.

## Публикации
- Alfredo Ormando, Vagiti primaverili: poesie, Pietraperzia, Di Prima, 1986.
- Alfredo Ormando, Il monte incantato e altre fiabe, 1998.
- Alfredo Ormando, Il fratacchione, Palermo, Publisicula, 1995.
- Alfredo Ormando, L'escluso; Sotto il cielo di Urano; Epigrammi priaprei e non; Aforismi, 1998.